# Vicci Martinez
Vicci Martinez (Tacoma, 21 de septiembre de 1984) es una cantautora y actriz estadounidense. Llegó en tercer lugar en la competencia de canto de NBC The Voice en 2011. Lanzó su álbum de 2012 con Republic Records (subsidiaria de Universal Music Group). 

## Carrera artística
Martínez, hija de un fontanero mexicano y una maestra, inició su carrera musical a los 16 años en la tradición del rock acústico. Escribe e interpreta música que es personal y a menudo autobiográfica. 
Después del lanzamiento en 2005 de su álbum, On My Way, Martínez salió de gira y lanzó un DVD de concierto de larga duración y un documental en 2006 titulado Vicci Martinez Live. El DVD, producido por Joel Veatch y Flying Spot, recibió una atención positiva de la prensa. Vicci también lanzó un CD en vivo que había sido grabado en Jazzbones, un lugar musical en Tacoma. 
Martínez ganó las pruebas regionales para la primera temporada de American Idol, pero rechazó su invitación a la segunda ronda porque, en su opinión, el contrato era demasiado restrictivo. Más tarde apareció en la temporada de 2003 de Star Search. 
En 2011, Martínez compitió en el programa de talentos estadounidense The Voice. La revista Billboard elogió sus diversas habilidades de interpretación y dijo que "le da a cada canción una entrega madura y parece cómoda con la piel que haya elegido adoptar en una noche determinada. Con un cuerpo de tambores a su lado y una historia de fondo sobre su difunto padre para calentar el corazón, ella atravesó con rapidez Dog Days Are Over de Florence and the Machine; la actuación de cierre del martes también fue la mejorde la noche ". Martínez ocupó el primer lugar en el equipo del juez CeeLo Green y lo representó en la ronda final. Ella terminó en tercer lugar en general. 
Según su entrenador de Voice, después de su aparición en el programa en 2011, Martínez firmó un contrato discográfico. Su EP, Come Along, fue lanzado el 1 de mayo de 2012, seguido de su álbum de Universal Republic Vicci el 19 de junio del mismo año. 
Su éxito en las listas de 2012, Come Along, una versión de un sencillo de 2001 del acto de grabación sueco Titiyo, contó con Cee Lo Green. Aunque la canción fue un éxito de top 20 en toda Europa Central, no fue lanzada en los Estados Unidos o el Reino Unido. 
El 1 de mayo de 2015, lanzó su álbum I Am Vicci Martinez. 
En 2018, Martínez interpretó a la reclusa Daddy (Papi) en la temporada 6 de la serie de Netflix Orange Is the New Black. 

## Vida personal
Martínez se identifica como lesbiana. En julio de 2018, se confirmó que mantiene en una relación con su coprotagonista de Orange Is the New Black, Emily Tarver.

## Discografía

### Álbumes
- 2000: VMB
- 2003: Sleep to Dream
- 2005: On My Way
- 2006: Vicci Martinez Live
- 2007: I Could Be a Boxer
- 2009: From the Outside In
- 2010: I Love You in the Morning
- 2011: Live From Jazzbones
- 2012: Vicci (Universal Republic)
- 2015: I Am Vicci

### EP
- 2012: Come Along (Universal Republic)
- 2015: I Am

## Filmografía

### Televisión
| Año       | Título                  | Papel        | Notas        |
| --------- | ----------------------- | ------------ | ------------ |
| 2003      | Star Search             | Sí misma     | 2 episodios  |
| 2011-2015 | The Voice               | Sí misma     | 3 episodios  |
| 2018-2019 | Orange Is the New Black | Daddy (Papi) | 12 episodios |